# Vladimir Manchev
Vladimir Manchev (em búlgaro: Владимир Манчев - Pazardzhik, 6 de outubro de 1977) é um ex-futebolista búlgaro, que atuava como atacante. 

## Carreira
Manchev atuava no CSKA Sófia. Jogou por algum tempo na Espanha, sem muito sucesso, ao contrário de sua primeira passagem pelos vermelhos.

## Seleção
Jogou também pela Seleção Búlgara de Futebol, desde 2002. Participou da Eurocopa de 2004, onde a Bulgária saiu já na primeira fase.